# Clupeoides venulosus
Clupeoides venulosus is een straalvinnige vissensoort uit de familie van de haringen (Clupeidae). De wetenschappelijke naam van de soort is voor het eerst geldig gepubliceerd in 1912 door Weber & de Beaufort.